# Tutong (distrito)
Tutong é um dos quatro daerah que dividem o Brunei. Possui como capital a cidade de mesmo nome. Tutong faz fronteira com o daerah de Brunei e Muara e Belait. Assim como os outros 3 daerahs de Brunei, está limitado sobre o Mar da China Meridional. Está dividido em 8 Mukims, eles são Keriam, Kiudang, Lamunin, Pekan Tutong, Rambai, Tanjong Maya, Telisai e Ukong. segundo o senso demografico de 2004, Tutong possui uma população estimada em 35 200 habitantes.

## Dados
Capital: Tutong
População: 35 200 hab. (2004)
Área: 1 303 km²

## Mukims
A daerah está dividida em 8 mukims:
- Keriam
- Kiudang
- Lamunin
- Pekan Tutong
- Rambai
- Tanjong Maya
- Telisai
- Ukong